# Take 2
Cet article concerne le disque de Charlotte Gainsbourg. Pour l'entreprise T2, voir Take-Two Interactive.
Albums de Charlotte Gainsbourg
Rest
(2017)
Take 2 est un EP de Charlotte Gainsbourg, qui paraît le 14 décembre 2018.

## Histoire
L'album est produit par SebastiAn, collaborateur de Frank Ocean, et mixé par Tom Elmhirst,. Sa sortie est précédée de la publication du titre Such a remarkable Day, qui fait référence à Lou Reed.

## Liste des titres[5]
1. Such A Remarkable Day (3:37)
2. Bombs Away (3:47)
3. Lost Lenore (4:45)
4. Runaway (Live Version) (3:11)
5. Deadly Valentine (Live Version) (7:36)